# Hans Gudewerth der Jüngere

## Familie

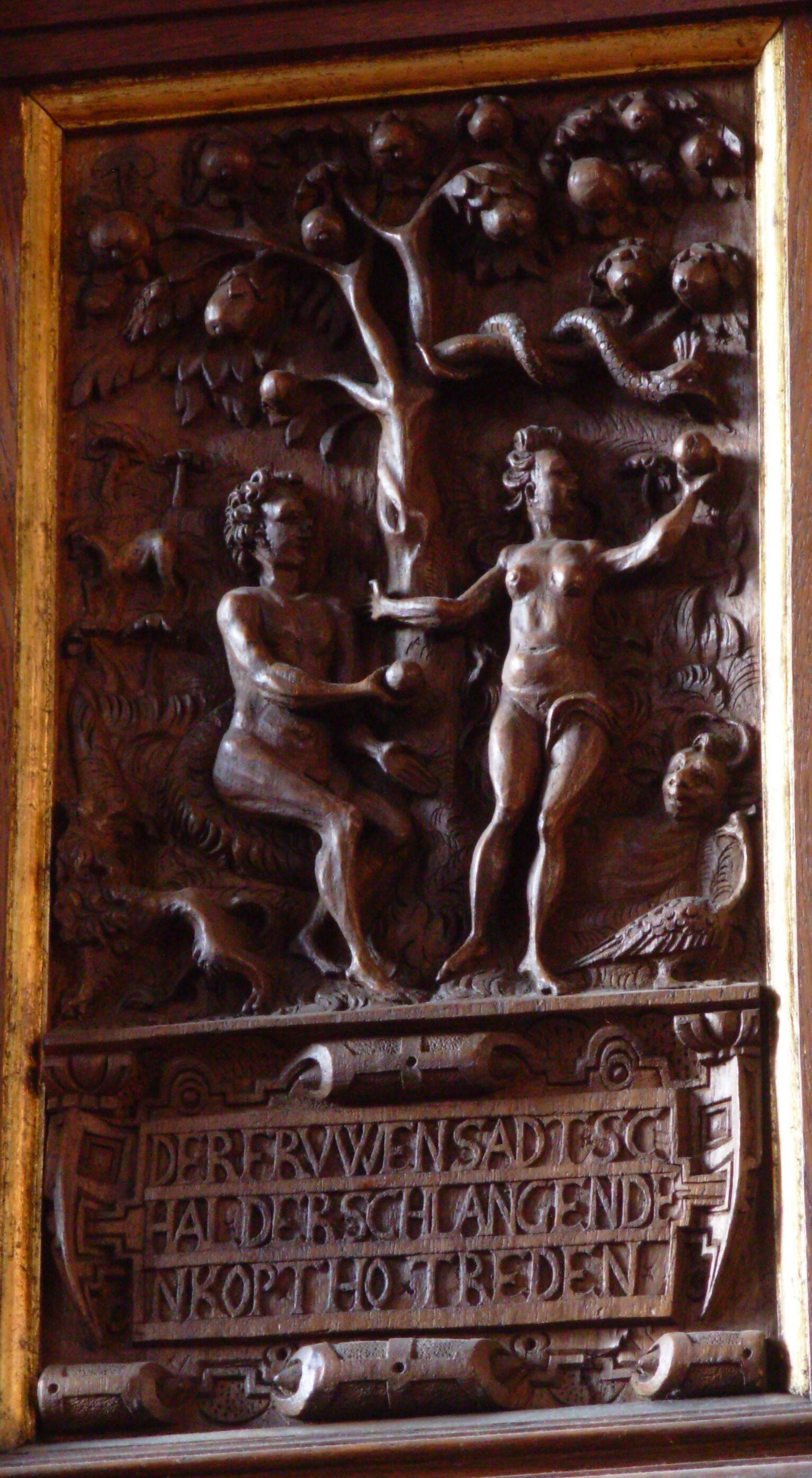
Hans Gudewerth d. Ä., Adam und Eva. Kanzel von St. Nicolai in Eckernförde

Hans Gudewerdt d. J. war Sohn des seit 1596 nachweisbaren Hans I. (auch: Hans Gudewerth der Ältere; † 1642 in Eckernförde) und dessen Frau Wiebke.

### Vorfahren
Die Künstler entstammten einer angesehenen Familie, deren Mitglieder gleich in den ersten Einträgen in der auf das Jahr 1542 zurückgehenden Bürgerliste des Stadtbuches von Eckernförde verzeichnet sind (Balzer Gudewerdt und Clawes Gudewerdt). Aus dem Jahre 1619 ist bekannt, dass Heinrich Gudewerdt zweimal für Holzladungen Zoll zu zahlen hatte, woraus sich ergibt, dass ein Teil der Familie „irgendwie mit Holz“ tätig war (etwa ein Holzhandelsunternehmen besaß). Zu irgendeinem Zeitpunkt könnten dort Familienmitglieder mit Holzschnitzarbeiten begonnen oder zuerst Holzschnitzer dort angestellt haben. Eine Carstine Gudewerdt, möglicherweise die Witwe von Clawes Gudewerdt, betätigte sich mindestens im Zeitraum zwischen 1614 und 1627 als Leinwandhändlerin und lieferte in der Zeit große Mengen an Leinwand an den Hof von Friedrich III. von Schleswig-Holstein-Gottorf; von einem Johan Gudewerdt weiß man, dass er zur See fuhr, 1653/54 in türkische Gefangenschaft geriet und ausgelöst wurde. Mehrere Familienmitglieder waren Ratsherren, Deputierte, Kirchengeschworene und/oder Mitglieder der Eckernförder Bürgerschützengilde von 1570. Ratsherr Detleff Gudewerdt wirkte auf einen Hexenprozess 1573 mäßigend ein: Die Angeklagte Gretke Wragen aus Windeby durfte ihre unter Folter gemachte Aussage zurückziehen. Ab 1575 (wohl bis 1608) war er zuständig für den Totschlagsbereich als Teil der Rechtspflege.
Vage blieb von Anbeginn ein Bezug zu einem belgischen Maler Godewert des 15. Jahrhunderts.

### Vater
Hans Gudewerdt der Ältere wurde in der Kunstgeschichte zunächst mit dem Notnamen Meister mit dem flöteblasenden Hasen bezeichnet, weil viele der unverkennbar von ihm geschaffenen Braut- oder Hochzeitstruhen unter der Abbildung des Hochzeitspaares den flötespielenden Hasen als Symbol der Fruchtbarkeit zeigen. Seine Truhen finden sich im Besitz norddeutscher und dänischer Museen. Die Merkmale seiner Truhen fanden sich auch an seinem Hauptwerk, der Kanzel (1598) von St. Jürgen in Gettorf, so dass eine zweifelsfreie Zuordnung erfolgen konnte. Hans I. war Ältermann der Schnittker und zog sich um 1635 zugunsten seines Sohnes Hans II. (des Jüngeren) aus dem Berufsleben zurück.
Ob Marcus Gudewerdt, ein weiterer Bildschnitzer aus der Familie Gudewerdt, der 1626 seine Lehrzeit beendete, ebenfalls ein Sohn des älteren Hans Gudewerdt war, ist ungeklärt. Dagegen spricht, dass er seine Ausbildung nicht bei Hans Gudewerdt absolvierte, sondern bei einem anderen Meister, während es insgesamt üblich war, dass Söhne von ihren Vätern ausgebildet wurden.

### Nachkommen
Hans II. hatte mit seiner Ehegattin Christine insgesamt sechs Kinder, von denen zwei kurz nach ihrer Geburt verstarben. Zwei Söhne wurden ebenfalls Bildschnitzer wurden und absolvierten wohl ihre Lehr- und Gesellenzeit in seinem Betrieb in Eckernförde:
- Hans III. (Hans Gudewerdt der Jüngste) (1640–1706/07) übernahm die Werkstatt von Hans II. und führte diese fort. 1672 soll er einen Triumphwagen an den Hof von Schloss Gottorf geliefert haben.[8]
- David (auch: Dauit, * 1642) ist noch 1671 im Gesellenbuch erwähnt und wanderte nach dem Tod seines Vaters aus.
- Cyriacus (auch: Silaiakus) studierte Theologie und war von 1693 bis zu seinem Tode 1736 Pastor in Sehestedt,
- Wiebke vermählte sich mit dem Eckernförder Grobschmidt Lafrens Schevingk.[9]

## Leben und Werk

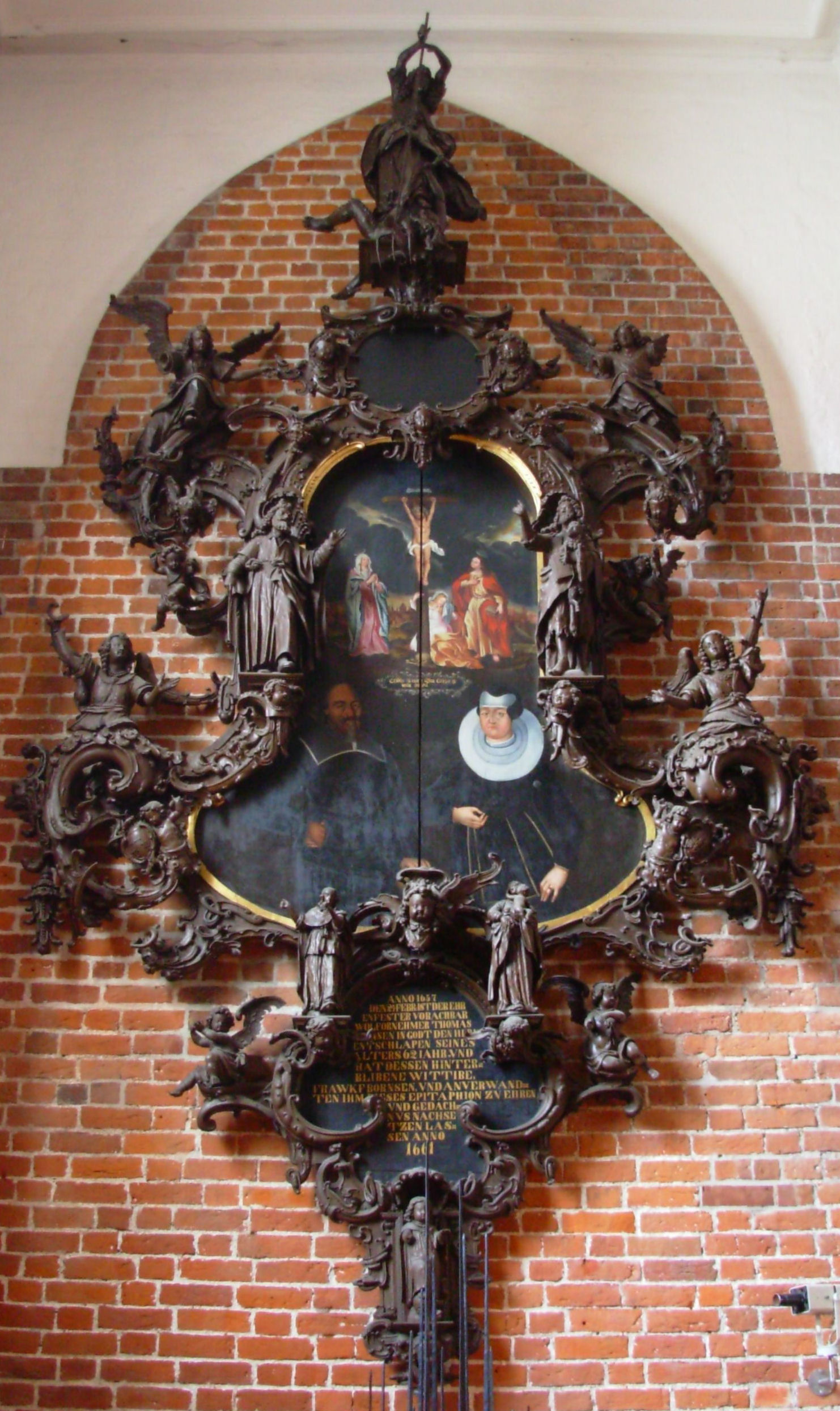
Epitaph für Thomas Börnsen in St. Nicolai, Eckernförde. Rahmenwerk von Hans Gudewerth d. J.

Detail vom Schnitzaltar von Hans Gudewerdt d. J. in Schönkirchen

Hans Gudewerdt der Jüngere schloss im Alter von 18 Jahren die Eckernförder Lateinschule mit einem dem heutigen Abitur vergleichbaren Bildungsabschluss ab. Danach begann er die damals sechs Jahre dauernde Lehre als Tischler und Bildschnitzer nach Angabe in der Werkstatt seines Vaters, wo er sich schon zuvor an der Seite des Gesellen Key Möller nützlich machen musste. Es wird teilweise aber auch vermutet, dass Hans der Jüngere zuvor oder danach eine Lehrzeit bei dem Manieristen Ludwig Münstermann verbracht haben könnte, der vorwiegend im Oldenburger Land tätig war; in einigen Publikationen wird eine Ausbildung sowohl bei Münstermann als auch bei seinem Vater angegeben. Der Lehre folgte die Zeit der Wanderschaft von drei Jahren, die Hans der Jüngere um weitere drei Jahre verlängerte, da sämtliche acht Meisterstellen in Eckernförde besetzt waren. Seine Wanderjahre führten ihn quer durch Europa. 1634 erhielt Hans d. J. die Meisterwürde und galt bereits in dieser Zeit als in Eckernförde etabliert und angesehen. 1667 wurde er Ältermann der Eckernförder Schnittger. Seine Werkstatt arbeitete für den schleswig-holsteinischen Uradel und für den die Kunst liebenden Herzog Friedrich III. von Schleswig-Holstein-Gottorf. Seine Lieferungen an die Residenzen in Gottorf und Husum sind durch die herzoglichen Rechnungsbücher nachgewiesen.
Das erhaltene Hauptwerk besteht indessen aus fünf Retabeln, die seine hohe Kunst und Perfektion im von ihm mit entwickelten regionaltypischen barocken Knorpelstil unter Beweis stellen:
- der Altar der Nicolaikirche von Eckernförde von 1640,
- der Altar in der Nikolaikirche von Kappeln aus dem Jahr 1641,
- der Altar in der gotischen Marienkirche von Schönkirchen von 1653,[13]
- der Altar aus Dänischenhagen in der Kirche des Klosters Preetz und
- der Altar der Sandby Kirke auf Lolland, Sandby Sogn von 1635.

Sein Altaraufbau bricht deutlich mit den Formen der Renaissance und gliedert sich in drei übereinanderliegende Geschosse. Aus der Signatur der Altäre wird geschlossen, dass die beiden erstgenannten Altäre vollständig eigene Arbeiten Gudewerdts sind, während der künstlerische Wert der beiden letzteren geringer eingeschätzt wird; sie haben wohl mehr Mitarbeit durch Gesellen der Werkstatt erfahren. Diese frühere Einschätzung bedarf aber bezüglich des Altarretabels von Schönkirchen einer Korrektur: signiert wie die beiden anderen Altäre, stellt er in der Verbindung künstlerischer Gestaltung mit theologischer Tiefe ein Werk von singulärem Charakter in der sakralen Kunst Norddeutschlands dar.
Zugeschrieben werden ihm Epitaphien in den Kirchen von Eckernförde, Nakskov und Sandby, die Taufe in Gelting, die Kanzeln in Sandby, Sörup, Søstrup, Snøde, Stoense und Bogstrup.
Für öffentliches Ansehen sorgte auch die Fertigung von vier Brautwagen für die Töchter des Herzogs Friedrich III. von Schleswig-Holstein-Gottorf: 1648 für die Prinzessin Sophie Auguste, 1650 für die Prinzessin Maria Elisabeth, 1654 für die Prinzessin Hedwig Eleonore zur Vermählung mit dem schwedischen König Karl X. Gustav, 1654 für die Prinzessin Magdalena Sybille.

„Mit Hans Gudewerth (gemeint: der Jüngere, Anm.) in seiner Meisterschaft kann sich aus jener Zeit kaum ein Künstler in Deutschland vergleichen, am wenigsten darin, wie er die wildesten und ausgelassensten Formen zu künstlerischer Einheit bändigt,“

urteilte 1914 das Buchwerk Geschichte der Neueren Baukunst.

Und Helmuth Eggert schrieb 1934: 

„Für das schleswigsche Gebiet und den anschließenden Norden ist von ausschlaggebendem Einfluß der Meister Hans Gudewerdt d. J. von Eckernförde († 1671), der in der Auflösung des Architektonischen und in der Häufung des Ornaments noch über Münstermann ... hinausgeht.“

## Nachfolge Hans Gudewerdt II.
Die betriebliche Nachfolge übernahm Hans Gudewerdt der Jüngste; die künstlerische Nachfolge trat nach Ansicht Behlings in Schleswig-Holstein direkt nur Klaws Eibe an; das künstlerische Erbe sei aber vor allem in den Regionen Dänemark-Norwegen und Schweden-Estland zu suchen. Namentlich wären es danach die Bildschnitzer Lorentz Jørgensen, Peter Neelsen, Anders Lauritzen Smith (Dänemark und Norwegen) sowie Ewerdt Friis und Barrelt Gnauwst (Schweden und Estland), die die künstlerische Nachfolge von Hans Gudewerdt dem Jüngeren antraten.

## Auswahl seiner Werke
Altarretabel:
- Altar aus Dänischenhagen (1656) (Mitwirkung von Klavs Eibe), jetzt in der Kirche des Klosters Preetz
- Altar der St. Nicolaikirche von Eckernförde (1640)
- Altar in der St. Nikolaikirche von Kappeln (1641)[18]
- Altar in der Marienkirche (gotische Feldsteinkirche) von Schönkirchen (1653)
- Altar in der Sandby Kirke auf Lolland, Sandby Sogn (1635)[19]

Kanzeln:
- Kanzel der Bøstrup Kirke auf Langeland, Bøstrup Sogn (1634)
- Kanzel der Snøde Kirke auf Langeland, Tranekær (1634/1635)[20] (möglicherweise Mitwirkung von Hans Gudewerdt d. Ä.[21])
- Kanzel der Stoense Kirke auf Langeland, Stoense Sogn (1635)
- Kanzel der Sandby Kirke auf Lolland, Sandby Sogn (1635)
- Kanzel der St. Marienkirche in Sörup (1663)
- möglicherweise:[22] Kanzel der Søstrup Kirke auf Seeland, Søstrup Sogn

Epitaphe:
- in der Dreifaltigkeitskirche in Schleswig-Friedrichsberg für die Familie Beling (1668)
- in der Nicolaikirche in Eckernförde für Thomas Börnsen (1661)
- in der Nicolaikirche in Eckernförde für Heinrich Riepenau (1650/51)
- in der Marienkirche in Flensburg für Niels Hacke (1648)
- in der Sandby Kirke auf Lolland, Sandby Sogn (1635)
- in der Marienkirche in Lübeck (im Querschiff namens Totentanzkapelle) für Lorenz Möller (1634)
- in der Nikolai Kirke in Nakskov (1646) für Niels Nielsøn (Niels Thomesen Nielsen)[23]

Sonstiges:

vier Brautwagen, Rahmen der Blauen Madonna im Schleswiger Dom, diverse Arbeiten im Schloss Gottorf und Neuen Gartenhaus beim Gottorfer Schloss, Reliefschild mit drei Stifterwappen für die Klosterkirche Preetz, Vertäfelung des Herrenhauses in Wensin, Taufbecken (u. a.) für die Geltinger St. Katharinen-Kirche, große Anzahl an Bilderrahmen usf.

## Bilder

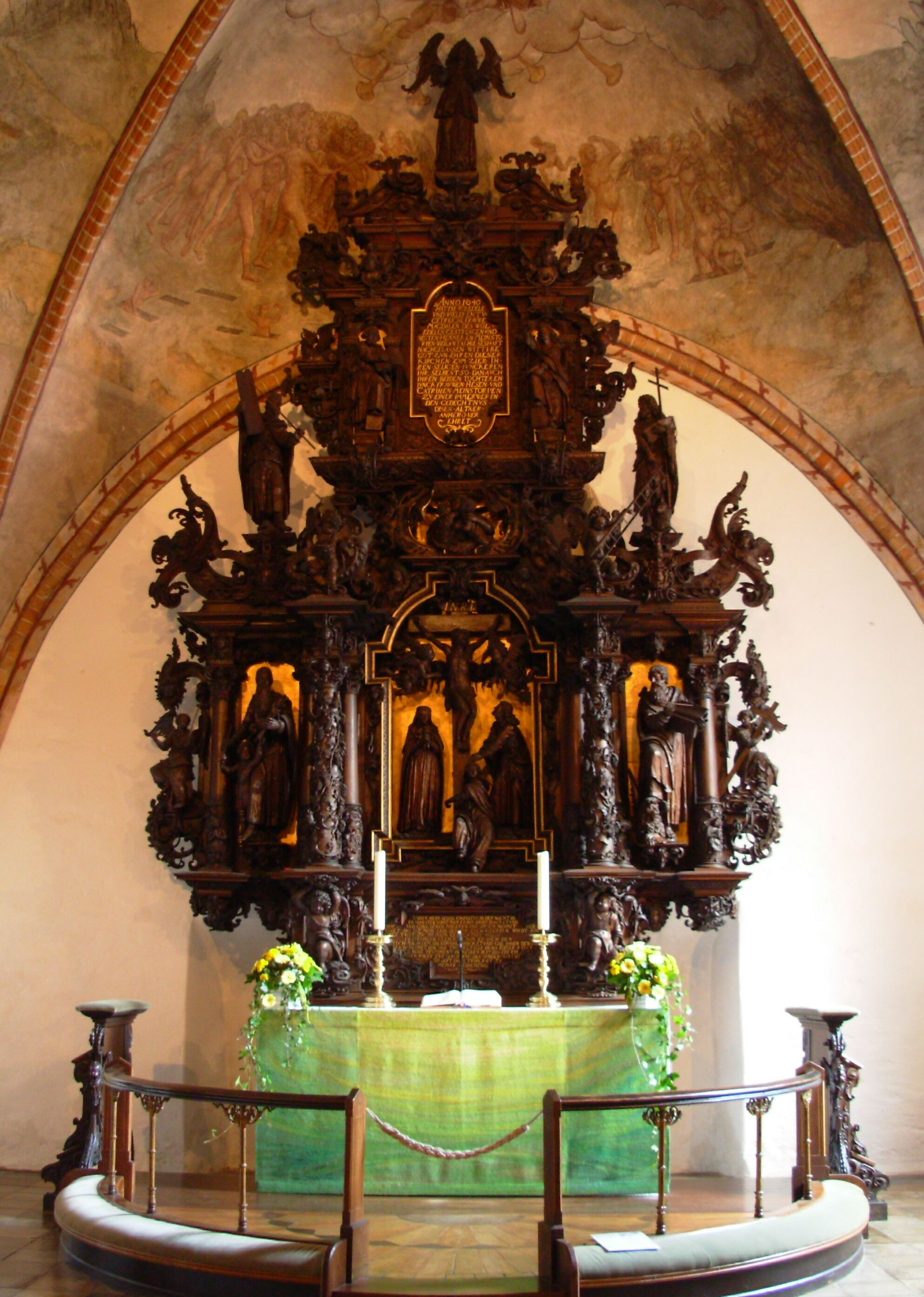
Hans Gudewerdt d. J.: Altar in der St. Nicolai-Kirche zu Eckernförde
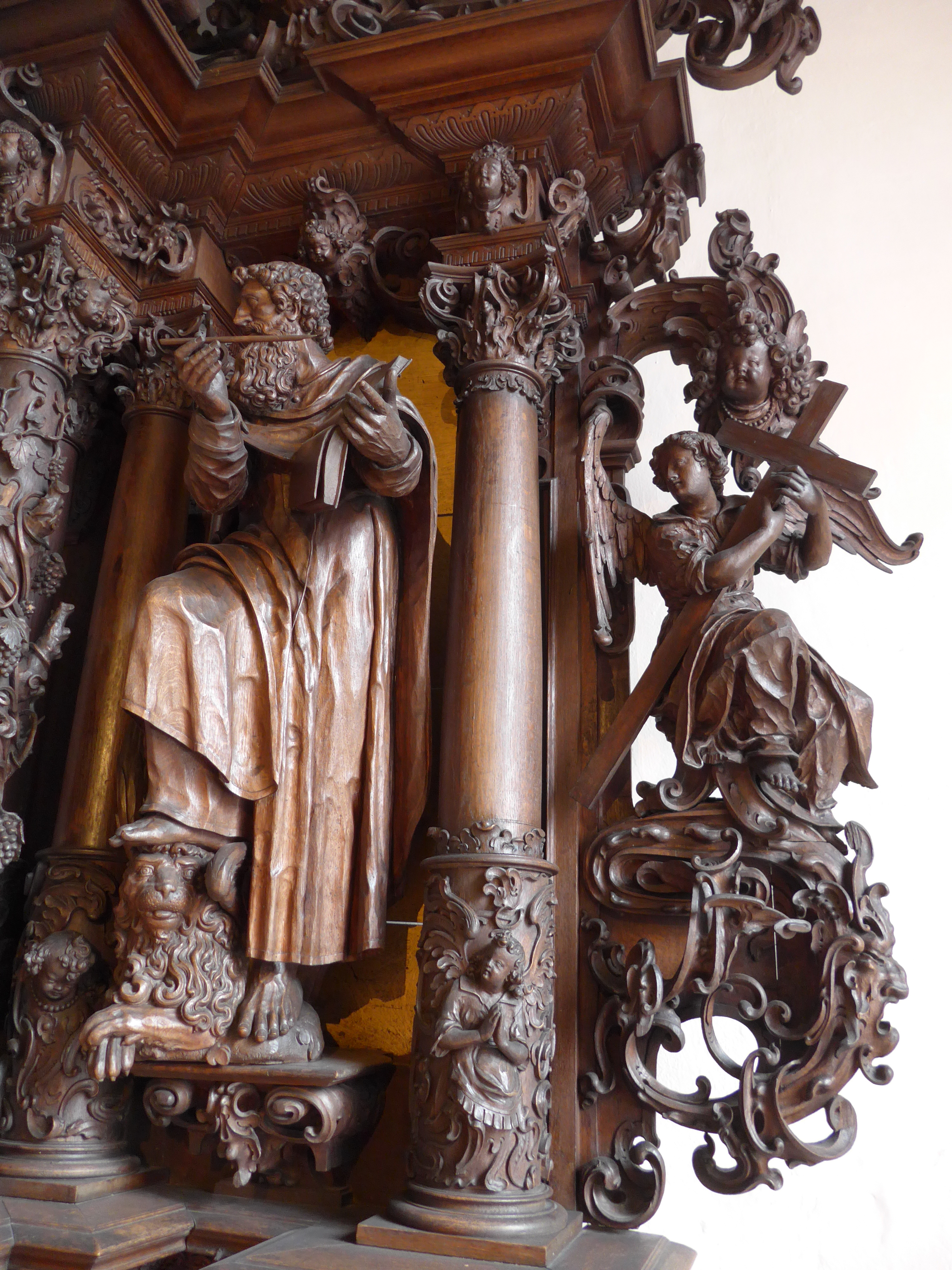
Detail des Gudewerdt-Altars in Eckernförde
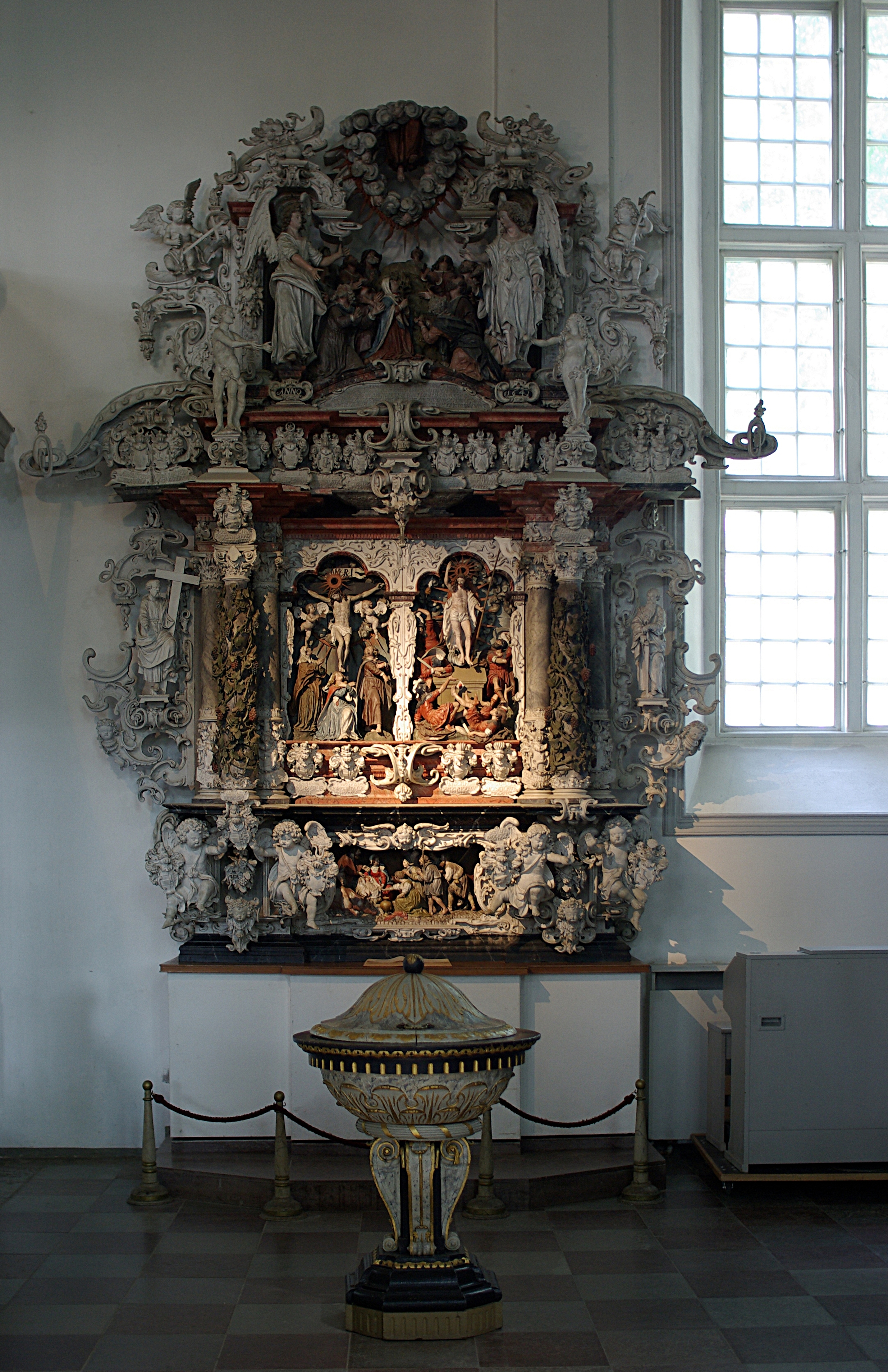
Hans Gudewerdt d. J.: Altar in der St. Nikolai-Kirche zu Kappeln
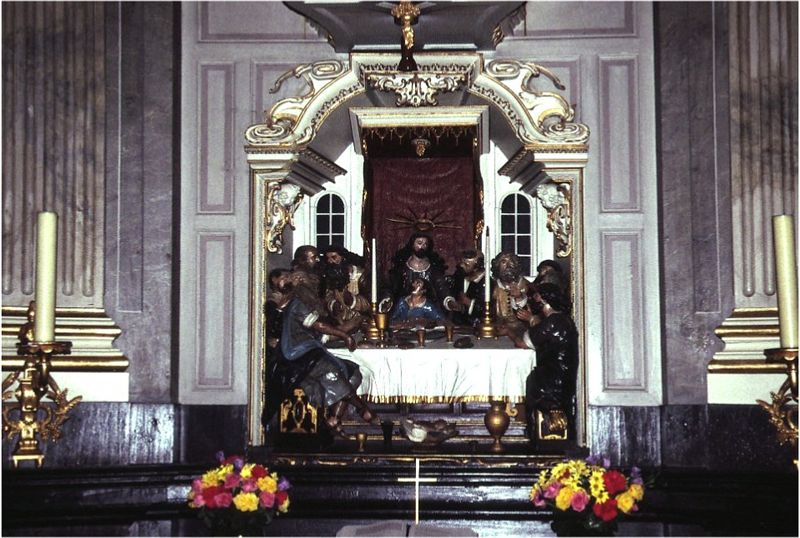
Der frühere Mittelteil des Gudewerdt-Altars der St. Nikolai-Kirche Kappeln
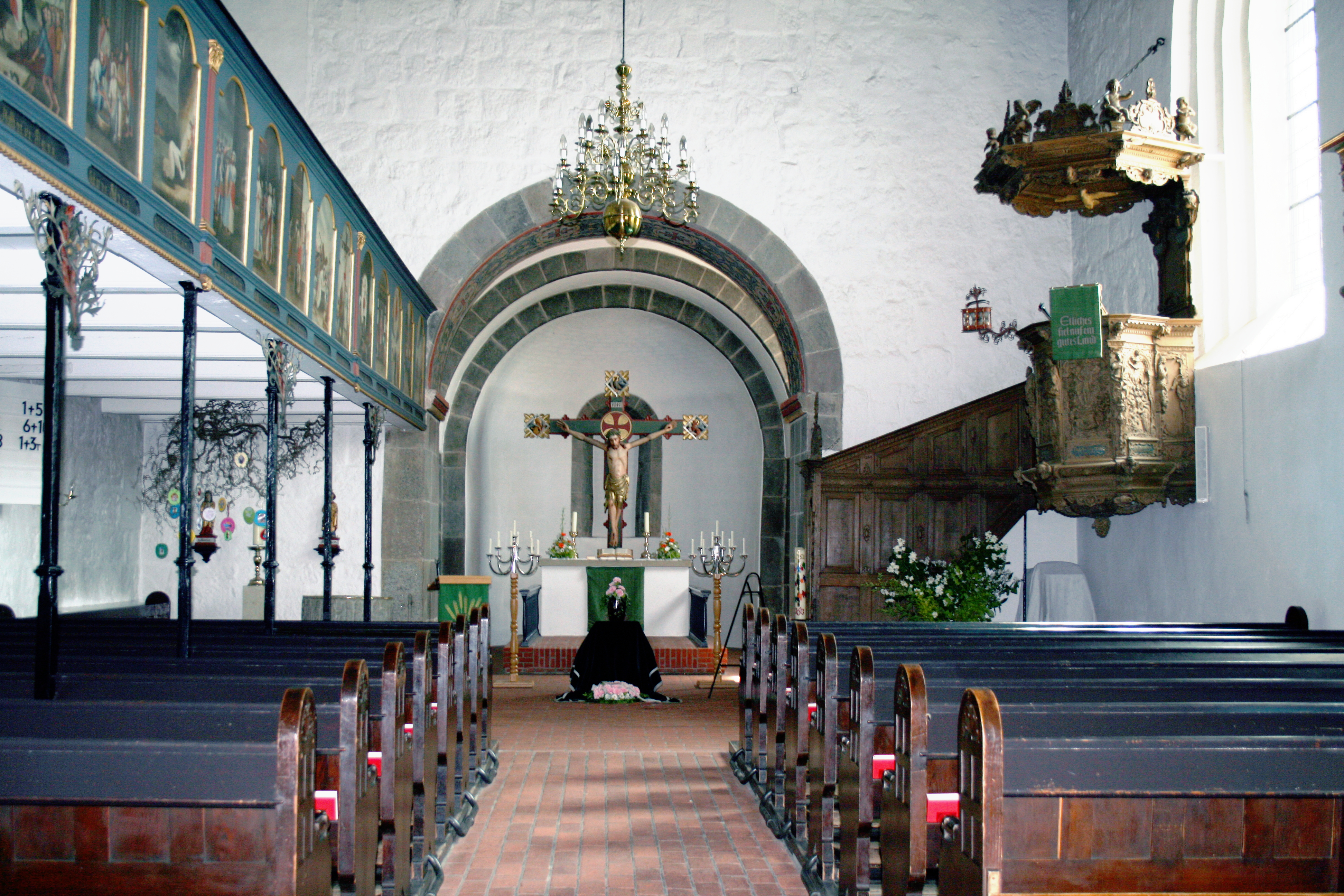
Innenraum der St. Marien-Kirche zu Sörup mit der Kanzel Hans Gudewerdt d. J.
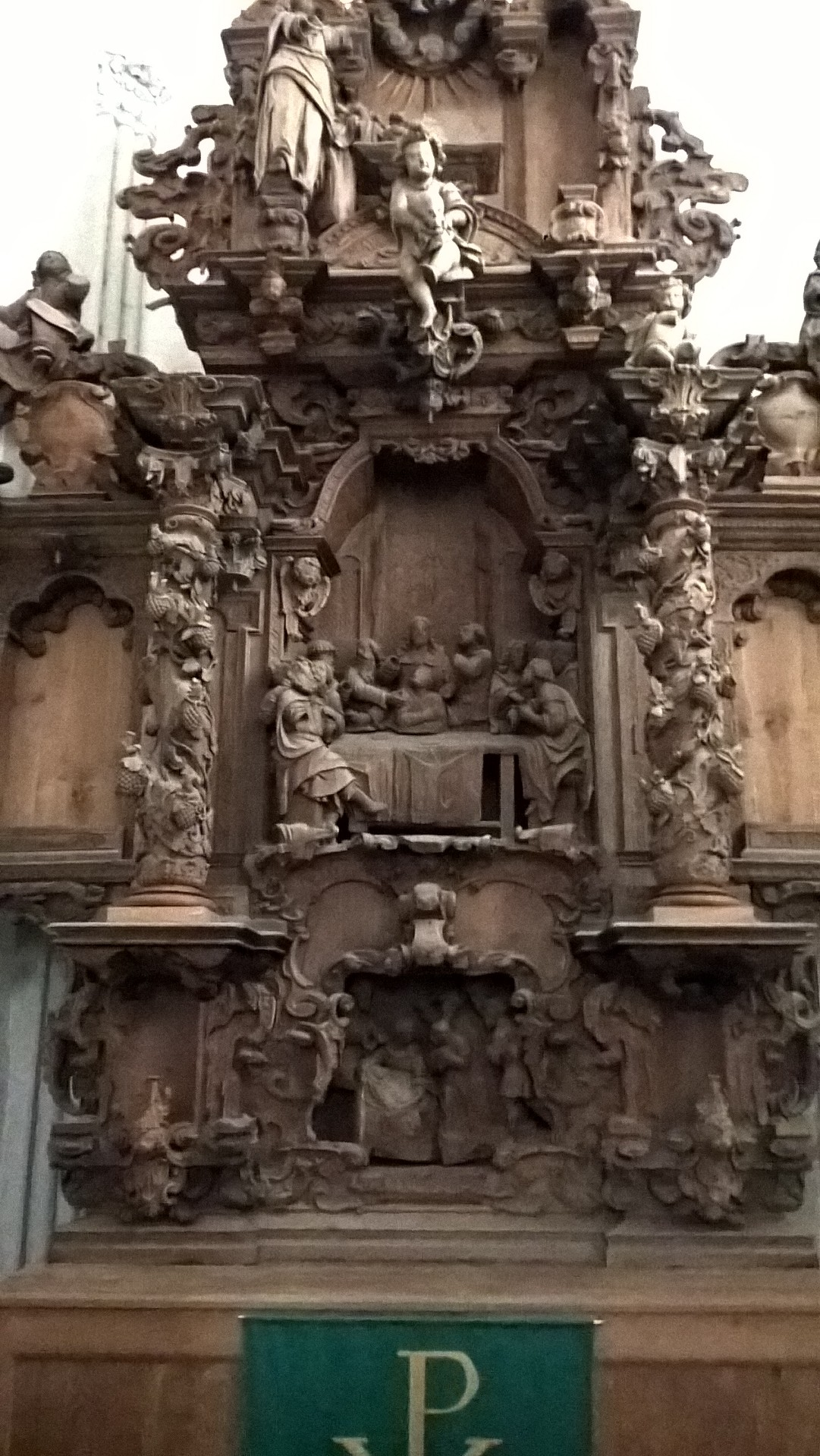
Hans Gudewerdt d. J.: Altar in der Klosterkirche Preetz
Hans Gudewerdt d. J.: Altar in der Marienkirche zu Schönkirchen

## Weitere Holzschnitzer aus der Eckernförder Bildschnitzerschule
Weitere bedeutende Holzschnitzer der Eckernförder Bildschnitzerschule bzw. Eckernförder Bildhauerschule sind nach der Maximaldefintion des Begriffes unter anderen Ciriacus Dirkes, Hans Dreyer, Klavs Eibe, Ewerdt Friis, Barrelt Gnauwst, Hans Gudewerdt der Ältere, Lorentz Jørgensen, Jürgen Koberch, Peter Negelsen und Anders Lauritzen Smith. Der Begriff Gudewerdtsche Schule schließt nur die Holzbildkünstler aus der Ausbildung durch Hans Gudewerdt dem Jüngeren ein.

## Gedenken
In Eckernförde sind nach der Künstlerfamilie die Gudewerdtstraße und die Gudewerdtschule (Realschule) benannt worden.